# Babičino seksualno življenje
Babičino seksualno življenje (francosko La Vie sexuelle de mamie) je slovensko-francoski kratki animirano-dokumentarni film iz leta 2021, ki sta ga režirali Urška Djukić in Émilie Pigeard po scenariju Urške Djukić in Marie Bohr, temelji na knjigi Ogenj, rit in kače niso za igrače Milene Miklavčič. V glasovnih vlogah nastopajo Doroteja Nadrah, Jure Henigman, Božena Zabret, Mara Vilar in Bojana Ciglič. Leta 2022 je bil nagrajen z evropsko filmsko nagrado za najboljši kratki film, leta 2023 pa s cezarjem za najboljši animirani kratki film. Skupno je film prejel devet nagrad in še deset nominacij na filmskih festivalih, tudi nagrado za posebne dosežke na 24. festivalu slovenskega filma.

## Glasovni igralci
- Doroteja Nadrah
- Jure Henigman
- Božena Zabret
- Mara Vilar
- Bojana Ciglič